# Gecenin kraliçesi
 (срп. Краљица ноћи) турска је телевизијска серија, снимана 2015. и 2016.

## Синопсис
Ово је прича о Селин и Карталу, који су се случајно упознали током његовог одмора на југу Француске. Исте ноћи препустили су се страсти, не размишљајући о томе шта би се могло десити сутрадан. Након ноћи пуне емоција, Картал пакује кофере и враћа се у Истанбул, где га чека посесивна супруга Есра. Након што јој каже да планира да се разведе од ње, јер је не воли, она намерно изазива саобраћајну несрећу, желећи да га веже за себе. Истовремено, стари Азиз, који је Картала одгајио као сина, иако му је годинама раније убио оца, говори Карталу да заборави на авантуру из Француске и остане у браку с Есром.
У међувремену, Селин сазнаје да је трудна и долази у Истанбул да саопшти радосну вест Карталу. Међутим, кад се сретну, он јој не дозвољава да проговори - дрско јој каже да је у срећном браку и да му не пада на памет да се одрекне породичног благостања и богатства зарад ње. Сломљена и разочарана, Селин се враћа у земљу парфема, где се порађа.
Четири године касније, она добија писмо од полубрата, за чије постојање није знала. Одлази код њега са синчићем, док јој мајка остаје у Француској. Испоставља се да њен полубрат ради за богатог Азиза. Кад се Азиз и Селин упознају, он се на први поглед заљубљује у њу - лептирићи у стомаку јављају му се први пут након 23 године, када му је супруга умрла. Азиз не види проблем у томе што Селин има дете, штавише, успева да се ближи с малишаном. Одлучује да се препусти осећањима и упусти се у везу са Селин, коју планира да представи својој породици. Кад Селин дође у Истанбул да се упозна са својом будућом фамилијом, очекује је шок - ако би се удала за Азиза, постала би маћеха човеку кога је заволела за само једну ноћ, који ју је повредио више од било кога, али јој и подарио оно највредније што има - вољеног синчића...

## Сезоне
| Сезона | Сезона | Број епизода (н / и)        | Приказивање у Турској                |
| ------ | ------ | --------------------------- | ------------------------------------ |
|        | 1      | 15 / 49 (1 — 15) / (1 — 49) | 12. јануар 2016 — 19. април 2016. () |

## Улоге
| Глумац:          | Улога:         |
| ---------------- | -------------- |
| Мерјем Узерли    | Селин          |
| Мурат Јилдирим   | Картал         |
| Угур Полат       | Азиз           |
| Фунда Ериџит     | Есра           |
| Дениз Џелиоглу   | Емре           |
| Седа Акман       | Хума           |
| Бурак Дениз      | Мерт           |
| Селим Бајрактар  | Хакан          |
| Нихан Бујукач    | Емине          |
| Омур Арпаџи      | Садик          |
| Хурдем Реитмулер | Селинина мајка |
| Бурак Демир      | Октај          |
| Реха Озџан       | Осман          |
| Первин Уналп     | Фатма          |
| Дерја Бесерлер   | Елиф           |
| Наз Сајинер      | Бурџу          |